# Col du Herrenberg
Le col du Herrenberg est un col du massif des Vosges, situé dans le Haut-Rhin, qui est un point de passage du chemin de randonnée GR 5. Il relie Wildenstein à Mittlach.

## Géographie
Situé à l'altitude de 1 191 m, le col relie la vallée de la Thur (côté Wildenstein) à la haute vallée de la Fecht (côté Mittlach). Il est situé entre le Batteriekopf au nord et le Schweisel au sud. La route des Crêtes (D 430) passe quelques mètres en contrebas du côté ouest.